# Всеукраїнський екологічний похід

Маніфестація в Коростені під час Всеукраїнського екологічного походу 28 жовтня — 3 листопада 1989 року

Всеукраїнський екологічний похід — акція в Українській РСР, проведена з ініціативи Народного Руху України та екологічної асоціації «Зелений світ» з 28 жовтня по 3 листопада 1989 року.

## Передумови
Катастрофа на Чорнобильській АЕС 26 квітня 1986 року породила масовий національно-демократичний рух, переломним у якому став 1989 рік. З самого початку компартійна влада вдалася до замовчування і фальсифікації причин, масштабів, наслідків аварії на ЧАЕС. Необхідно було донести до населення України та світової громадськості інформацію про реальні загрози, забезпечити шляхи подолання яких за умов тоталітарного режиму було не можливо.
Всеукраїнський екологічний похід надав певного поштовху суспільно-політичним процесам в Україні, що увінчалися проголошенням державної незалежності.

## Подія
Для можливості здійснення походу було створено Положення про Всеукраїнський екологічний похід, що затверджено Головою Секретаріату Руху Михайлом Горинем і Головою Всеукраїнської екологічної асоціації «Зелений світ» Юрієм Щербаком. Примірник Положення було заздалегідь направлено Голові Президії Верховної Ради УРСР Валентині Шевченко. Не дочекавшись звідти відповіді, 28 жовтня учасники вирушили в похід, як було заплановано.
Всеукраїнський екологічний похід відбувся за маршрутом: Нетішин (Хмельницька АЕС) — Славута — Шепетівка — Новоград-Волинський — Коростень — Овруч — Народичі — Поліське — Іванків — Вишгород — Київ.
Мета походу мала багатоплановий характер. Необхідно було прорвати інформаційну блокаду, розповсюдити матеріали патріотичних видань з Програмою і Статутом Руху, інформацією про політичну, екологічну, мовну ситуацію в Україні, про національну символіку тощо. Планували зібрати якомога більше підписів під Зверненням до Президента СРСР М. Горбачова з вимогою припинити атомне мінування України, а українському народу самостійно, через референдум, вирішувати питання будівництва та експлуатації атомних електростанцій.
Учасниками походу були членами громадських і громадсько-політичних організацій патріотичного спрямування (Руху, Товариства Української мови ім. Тараса Шевченка, асоціації «Зелений світ», «Меморіалу»). Основу групи учасників походу склали мешканці м. Броварів і району: Валерій Середа (голова оргкомітету), Іван Одинець, Наталка Радченко, Володимир Сіроклин, Василь Сташенко, Анатолій Федик, Володимир Шваб (командир групи), Василь Шусть.
Влада із самого початку перешкоджала проведенню походу, вчиняла впродовж маршруту провокативні дії щодо учасників походу.

## Результати

Учасники екологічного походу у Москві. 16 грудня 1989 року

Під час походу проводилися вимірювання на місцевості і визначався рівень радіаційного забруднення, проводилася роз'яснювальна робота з населенням (серед учасників походу були науковці — доктори і кандидати фізико-математичних наук з Інституту ядерних досліджень). Було зібрано понад 500 тисяч підписів під зверненням до Президента СРСР М. Горбачова.
Збір підписів розпочався по всій Україні ще до початку походу, для чого Секретаріатом Руху було розіслано всім Крайовим організаціям Руху бланки Звернення. Звернення з підписами доставлялися до Секретаріату Руху. Підписи збиралися до 16 грудня 1989 р. Підписані Звернення групою учасників походу були передані у Москві народним депутатам СРСР Ю. Щербаку, В. Яворівському, М. Куценку і доставлені ними Президенту СРСР М. Горбачову.
25—26 листопада 1989 р. учасники екологічного походу представляли Україну в роботі асамблеї народів «Чорнобильський шлях» у Мінську, де мали вирішити з делегатами від Білорусі та Литви питання взаємодії під час другого етапу екологічного походу, який мав проходити територіями цих республік. Литовці зауважили, що вони обрали шлях на відновлення державної незалежності Литви, тому брати участь у цьому заході не можуть. Тут же, за пропозицією нашої делегації — членів екологічної колегії Великої ради Народного Руху України Євгена Корбецького, Володимира Конфедератенка, Валерія Середи, було проведено нараду повноважних представників народних фронтів і рухів Білорусі, Естонії, Литви, Молдови, України і підписано Протокол про спільні дії, у якому рекомендовано народним фронтам і рухам цих республік невідкладно спрямувати всі зусилля на досягнення державної незалежності.
Після закінчення походу в населених пунктах, якими пролягав маршрут акції, було створено осередки Руху, асоціації «Зелений світ», ТУМ ім. Тараса Шевченка.

## Інформаційний резонанс
Про похід писали газети: «Нове життя» («Екологічний похід») № 169 від 21.10.89 р., інформаційний бюлетень Секретаріату Руху «Вісник Руху» («Збирайтеся в екологічний похід») № 1 від 10.89 р., «Рабочее слово» («По маршруту Нетишин — Киев») № 214—215 від 28.10.89 р. та («Зелений світ» надежды") № 225 від 15.11.89 р., «Молодь України» («Нестороннім вхід… заборонено?») № 211 від 2.11.89 р., «Радянський прапор» («Час спільних зусиль») № 176—177 від 4.11.89 р., «Комсомольська зірка» («Ми хочемо жити!») № 137 від 14.11.89 р. та ін.
Подію висвітлювали кореспонденти радіо "Свобода", «Голосу Америки».
Про похід написано у книгах: Гузій В. М. «Золота очеретина» (1997), Доцин І. В. «Літописна скарбниця» (2002), «Боротьба за незалежність України на Броварщині», «Хроніка Народного Руху України», «Народний Рух України: місце в історії та політиці», «Убити дракона».

## Відеохроніка
- Маніфестація в Коростені під час Всеукраїнського екологічного походу 28 жовтня — 3 листопада 1989 року. Відео — Володимир Тихий, Валерій Павлов